# Villányi Miklós (politikus, 1923–1994)
Villányi Miklós (Középtúr, Csehszlovákia, 1923. szeptember 10. – Kaposvár, 1994. szeptember 13.) kántortanító és segédmunkás, a Demokrata Néppárt országgyűlési képviselője.

## Élete

### Ifjúkora és politikai pályafutása
Willant Henrik kántortanító és Kövesdi Mária gyermeke. Hárman voltak testvérek. Római katolikus vallásban nevelkedett. Az elemi iskolát szülőfalujában, a felvidéki Középtúron végezte. Az ipolysági gimnáziumban érettségizett. Ekkorra már a KALOT tagjává vált, és a szervezet keretén belül 1940-ben elvégezte az érdi népfőiskolát. Szintén ebben az évben kezdte meg tanulmányait az esztergomi érseki tanítóképzőben. A kántortanító képesítés mellett, hitelszövetkezet-vezető és levente-oktatói okleveleket is szerzett, de elsősorban a tanítást választotta. 1944-ben Krasznahorkára nevezték ki, de mielőtt elfoglalta volna állomáshelyét, behívták katonának a második világháború miatt. 1946-ban Jákóra helyezték, és az ottani katolikus iskola kántortanítója lett 1949-ig, egyben ő lett a helyi egyházközség képviselő-testületének világi elnöke is.
A közéleti szerepvállalásai után 1947-ben kapcsolódott bele a pártpolitikába, mert képviselő-jelöltséget vállalt a Demokrata Néppárt színeiben. Az 1947. augusztus 31-i országgyűlési választásokon a Somogy megyei listáról bekerült az Országgyűlésbe. A DNP frakciójának alakuló ülésén ő volt az egyik korjegyző. 1948 januárjában az iskolák államosítása után a parlament illetékes bizottsága összeférhetetlenséget állapított meg tanítói állása miatt, így illetmény nélküli szabadságot kapott.

### Emigrációban

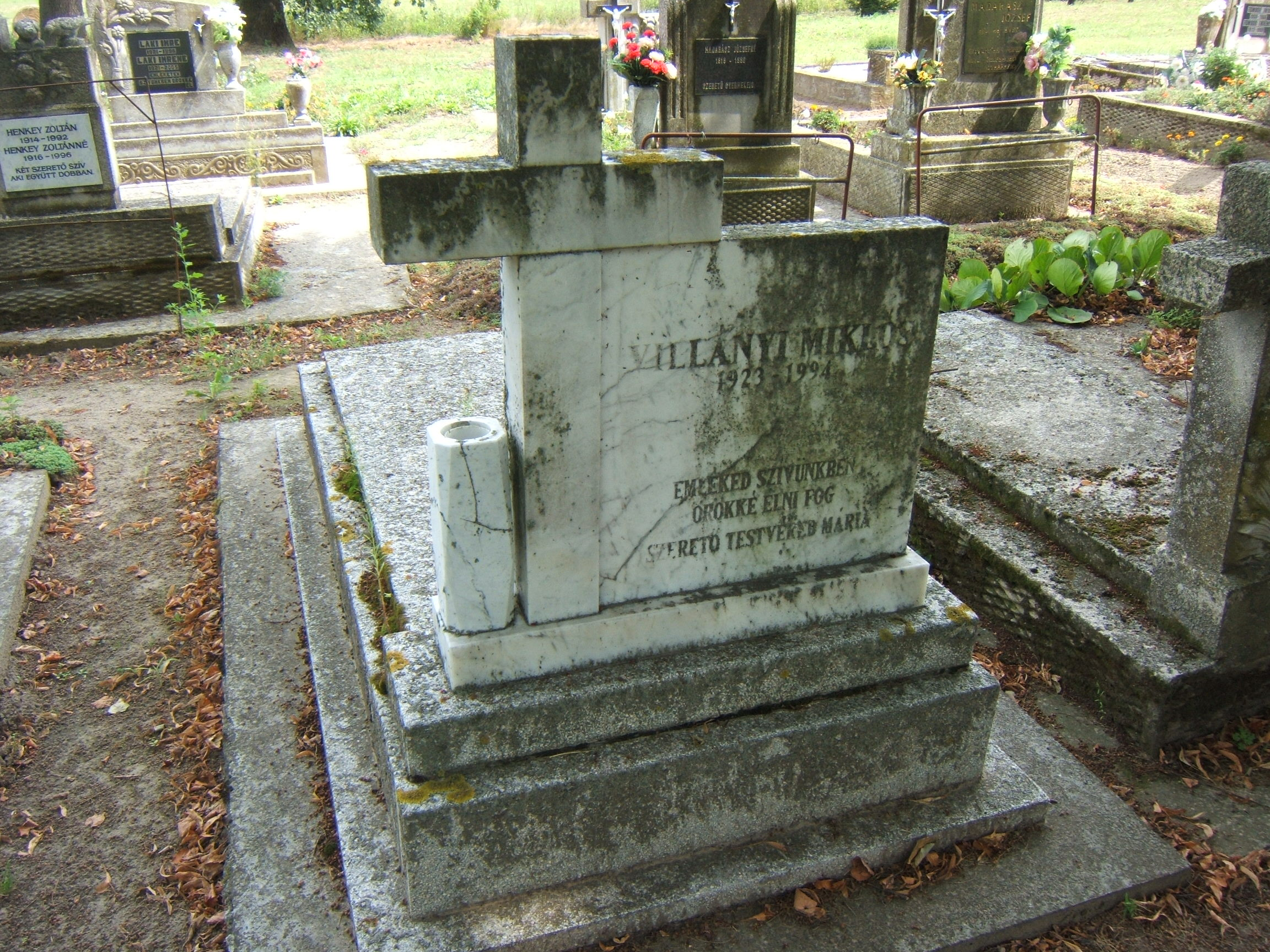
Villányi Miklós sírja a rinyakovácsi temetőben

A demokrata néppárti frakció egy része, élükön Barankovics Istvánnal 1949 elején, Mindszenty letartóztatása után, az emigráció mellett döntött. Villányi február 22-én hagyta el az országot. Először Svájcban telepedett le és gyógyszertárban majd gyári segédmunkásként dolgozott. 1951-ben a kanadai Vancouverbe költözött át. Gumifröccsöntő munkásként, majd műszaki rajzolóként dolgozott. 1974-től a városi egyházközség képviselő-testületi tagja lett, valamint részt vett a Magyar Ház énekkarában.
A magyarországi rendszerváltást követően az újjáalakult Demokrata Néppárt, (mai nevén Kereszténydemokrata Néppárt) az Intézőbizottság tagjává választotta, valamint Barankovics-emlékéremmel tüntette ki. Egy rokonlátogatás alkalmával Kaposváron érte a halál 1994-ben, Rinyakovácsiban temették el.